# Zittauer Hütte
Die Zittauer Hütte ist eine hochalpine Schutzhütte der Sektion Warnsdorf-Krimml des Österreichischen Alpenvereins. Sie liegt auf 2328 m ü. A. im Wildgerlostal im Nationalpark Hohe Tauern.

## Geschichte
Einen wesentlichen Beitrag zur Erschließung der Alpen für den Bergsport leisteten bergbegeisterte Pioniere aus Deutschböhmen. So wurde bei der Gründung der Sektion Warnsdorf des DuOeAVs aus Nordböhmen 1887 dieser vom Centralausschuss des DuOeAVs das Gebiet der Krimmler Ache und der Wilden Gerlos als Arbeitsgebiet vorgeschlagen. Als Stützpunkt für die weiteren Aktivitäten wurde als Ort Krimml mit den schon damals berühmten Krimmler Wasserfällen ausgewählt.
Durch den Bau der Schmalspurbahnen im Pinzgau und Zillertal wurde auch die Nordseite der Reichenspitzgruppe, insbesondere das Tal der Wilden Gerlos, mehr und mehr in den lebhaften Fremdenverkehr einbezogen. Am unteren Gerlossee sollte daher eine Schutzhütte errichtet werden, die sowohl von Krimml als auch von Gerlos erreichbar war. Die Bauarbeiten für die Hütte und die zugehörigen Wege begannen im Jahre 1900 und bereits am 9. August 1901 konnte die Hütte eingeweiht werden. Die Hütte wird zu Ehren der größten Gruppe der Vereinsmitglieder aus Zittau in Sachsen „Zittauer Hütte“ genannt.
Die Hütte wird in den folgenden 100 Jahren immer weiter aus- und umgebaut: Besonders zu nennen sind dabei die Errichtung der ersten Materialseilbahn 1967, eines Kleinkraftwerks 1987, einer Abwasseranlage 1997 sowie die Komplettsanierung und Erweiterung der Hütte 2001.

## Besucherzahlen
In den ersten Jahren nach Eröffnung der Hütte kamen pro Jahr nur einige Hundert Besucher auf die Hütte. Der Grund war der lange beschwerliche Anmarschweg von Krimml. Dies änderte sich deutlich mit Bau der Gerlosstraße 1930 sowie mit deren Ausbau 1962. Heute kommen jedes Jahr mehrere Tausend Besucher auf die Hütte.

## Umweltschutz
Die Lage der Hütte in einer sehr sensiblen, hochalpinen Region erfordert einen hohen Aufwand, um die Auswirkungen der vielen menschlichen Besucher auf das Ökosystem zu minimieren. Dies wird nachdrücklich auch durch die Statuten des Nationalpark Hohe Tauern gefordert, in dessen Kernzone sich die Hütte befindet. Für die vorbildliche Erfüllung dieser Kriterien wurde der Hütte 2001 das Umweltgütesiegel für Alpenvereinshütten verliehen.

### Energieversorgung
Die Versorgung der Hütte mit elektrischer Energie erfolgt über ein eigenes kleines Wasserkraftwerk. Dazu wurde ein Teil des Wasserabflusses vom nahe gelegenen Gletscher Wildgerloskees gefasst und durch Rohre auf eine Wasserturbine geleitet. Da ein Anschluss an das öffentliche Stromnetz aufgrund der großen Entfernungen nicht möglich ist, wird die Anlage im Inselbetrieb gefahren. Probleme bereiten dabei die stark schwankenden Wassermengen sowie der hohe Gehalt an feinem Sand im Wasser, der zu einer sehr hohen Abnutzung der Anlagenbauteile führt. Langfristig bemerkbar macht sich auch jetzt schon der Gletscherrückgang und die damit sinkende Wassermenge.

### Wasserversorgung
Die Versorgung der Hütte mit Trink- und Nutzwasser wird durch eine Quelle etwa 250 m von der Hütte entfernt mit einer Quellschüttung von ca. 0,35 l/s sichergestellt. Das Wasser wird über eine Sandfangkammer zur Hütte gepumpt und dort vor der Einleitung zur Verbraucherstelle mit einer UV-Entkeimungsanlage desinfiziert.

### Abwasserentsorgung
Die Lage der Hütte stellt einige sehr komplexe Anforderungen an die Abwasserentsorgung:
- Stark wechselnde Temperaturen
- Bewirtschaftung der Hütte nur während vier Monaten im Jahr
- Ein sehr hoher geforderter Reinigungsgrad des Abwassers aufgrund des sensiblen Ökosystems

Daher wurde 1997 eine Pilotanlage installiert, bei der eine mechanische Vorreinigung mit einer vollbiologischen Zwei-Kammer-Kläranlage kombiniert wurde. Messungen zeigten, dass das abfließende Klärwasser sauber genug ist, dass es im blockigen Gelände versickert werden kann, während der anfallende Klärschlamm in einem Pufferbehälter zwischengelagert und am Ende der Saison zu Tal gebracht und dort kompostiert wird.

## Wandermöglichkeiten

### Anstieg
Von Gerlos aus kann man mit dem Auto bis zum Gasthaus Finkau (1419 m) am Ende des Stausees Durlaßboden fahren. Von dort führt der Weg durch das Wildgerlostal auf die Zittauer Hütte in etwa drei Stunden.

### Übergänge zu anderen Hütten
Von der Zittauer Hütte aus gibt es zwei hochalpine Übergänge:
- Über die Roßkarscharte (2687 m) ins Rainbachtal zur Richterhütte (2374 m) in ca. 5 Stunden
- Über die Rainbachscharte (2720 m) ins Krimmler Achental zum Krimmler Tauernhaus (1622 m) in ca. 5 Stunden

### Hoch- und Skitouren
Die Zittauer Hütte bietet sich als Stützpunkt für folgende Gipfel an:
- Gabler (3263 m) in ca. 3½ Stunden
- Reichenspitze (3303 m) in ca. 4½ Stunden
- Wildgerlosspitze (3280 m) in circa 5 Stunden
- Wildkarspitze (3076 m) in ca. 3½ Stunden

Alle diese Touren führen über vergletschertes Gebiet; markierte und ausgebaute Wege sind nur auf Teilstücken vorhanden. Für die Durchführung der Touren ist hochalpine Ausrüstung und Erfahrung erforderlich.

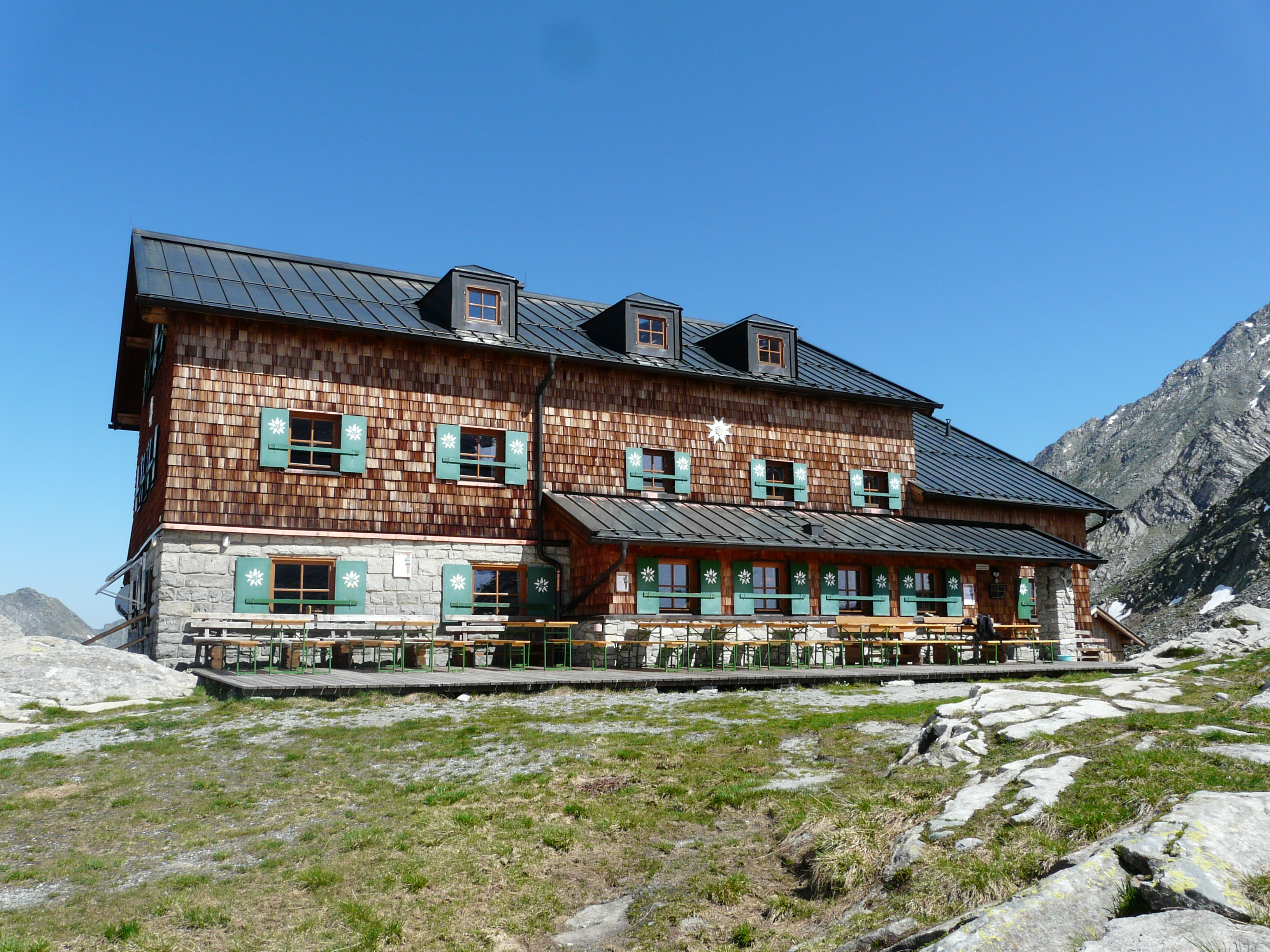
Zittauer Hütte
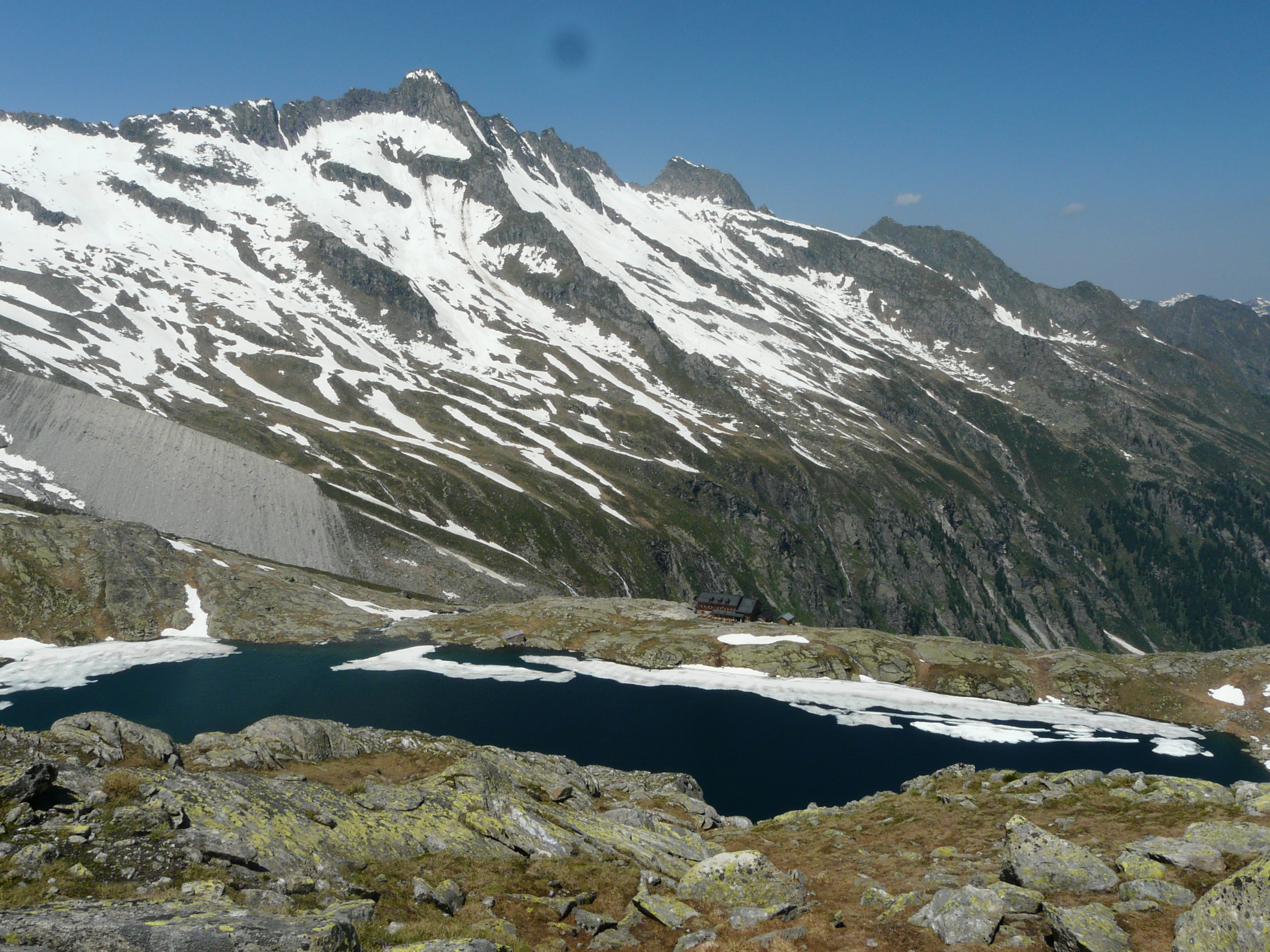
Zittauer Hütte mit Unterem Wildgerlossee
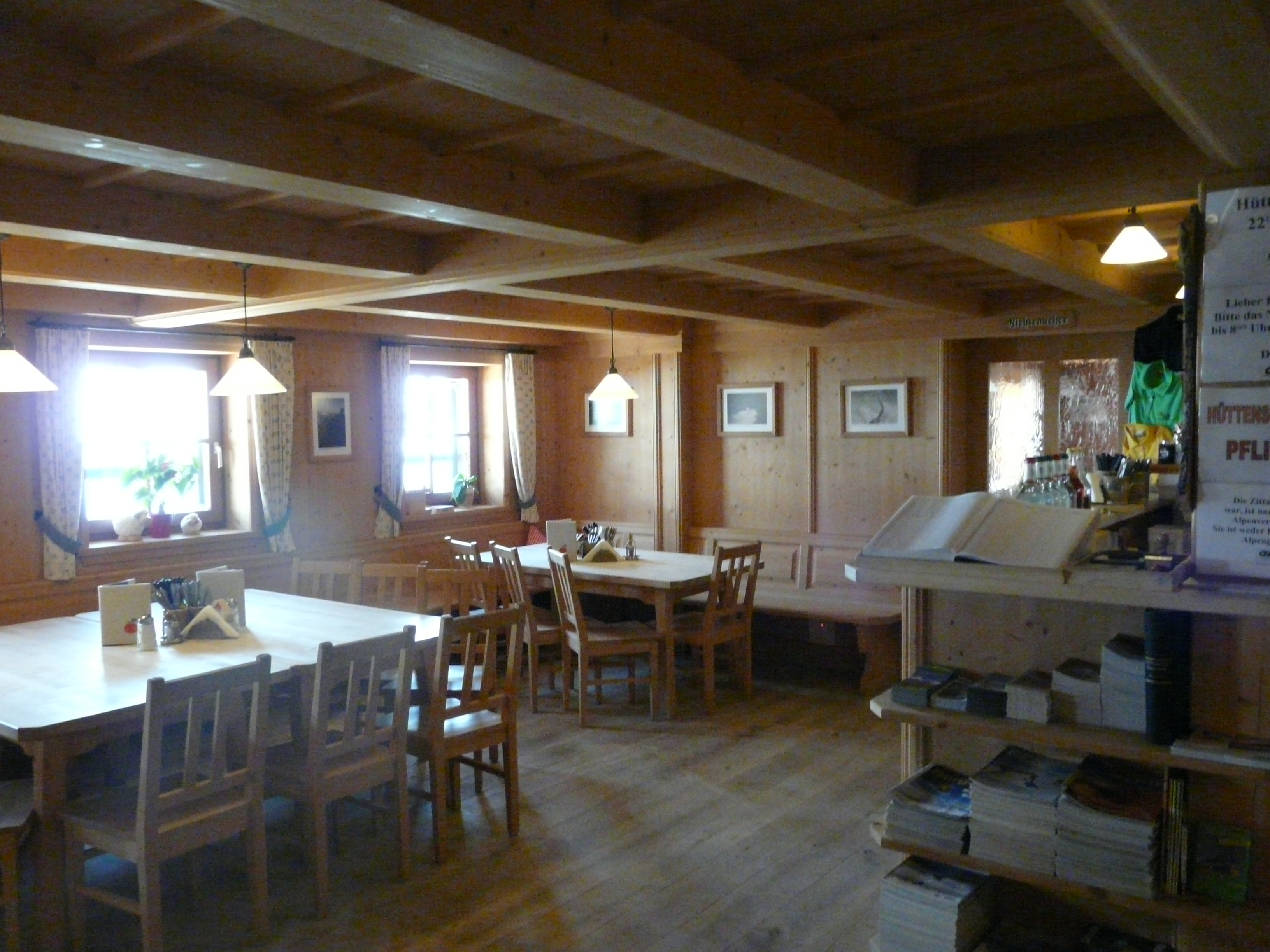
Gastraum
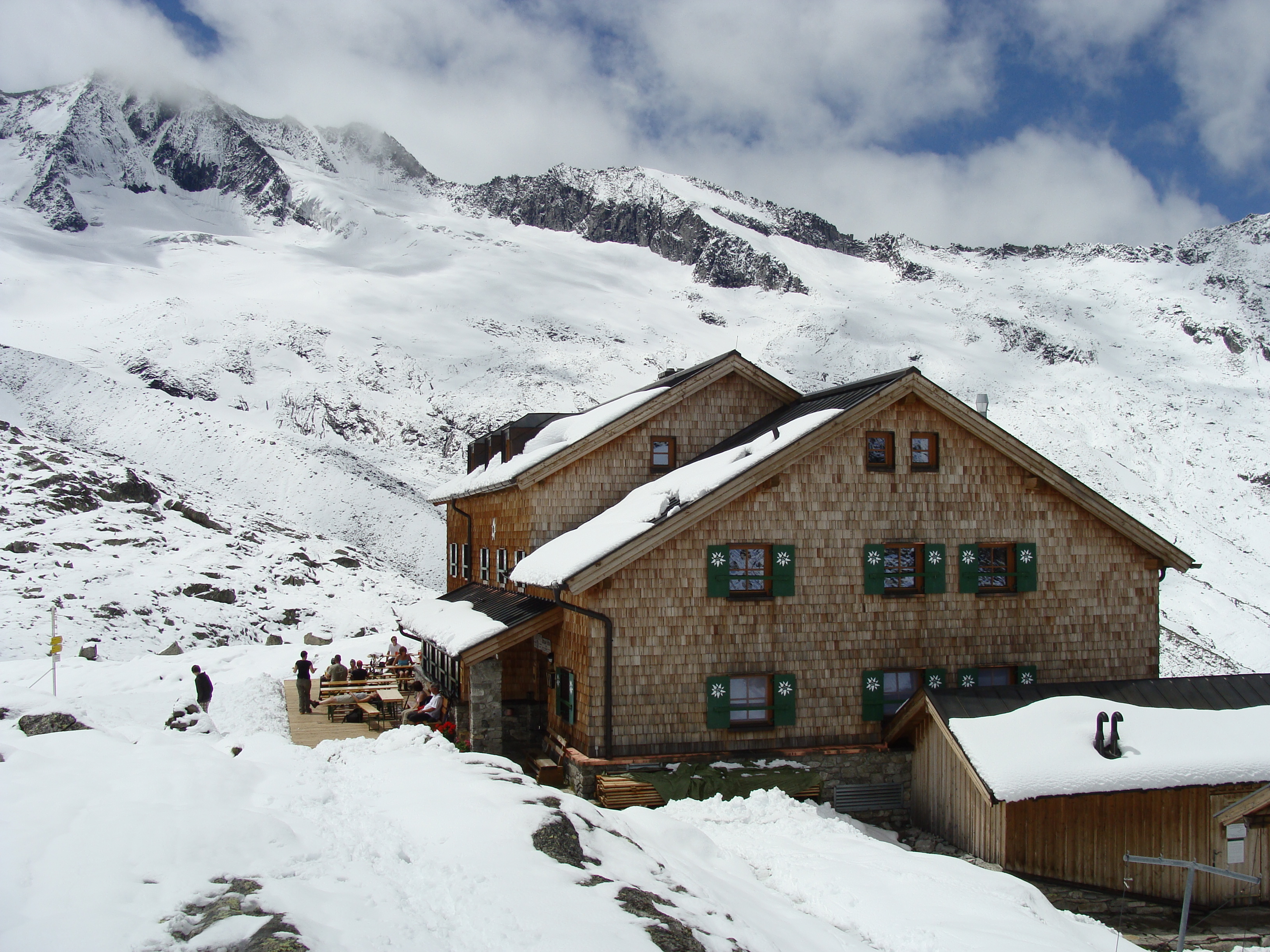
Zittauer Hütte